# Tornio
Tornio (svensk: Torneå) er en by ved Torne älv i Finland tæt ved grænsen til Sverige. Nærmeste by på den svenske siden af elven er Haparanda, afstanden er kun ca. 500 m. Der bor 21.326 (31. december 2021) i Tornio.
Byens store helt er Teemu Tainio, der spiller fodbold for Tottenham Hotspurs.
- Wikimedia Commons har flere filer relateret til Tornio

65°50′59″N 24°08′39″Ø / 65.84973°N 24.14409°Ø
1. ↑  Population growth biggest in nearly 70 years, Statistikcentralen (fra Wikidata).